# Kuala Belait
Kuala Belait est une ville du sultanat du Brunei chef-lieu du district de Belait.
Elle comptait 30 000 habitants en 2010. Il s'agit de la seconde ville du pays derrière la capitale Bandar Seri Begawan.

## Géographie
La ville est située à l'extrême ouest de Brunei. Elle se trouve sur les bords de mer de Chine méridionale, à la frontière avec la Malaisie. Le Belait traverse Kuala Belait et se jette dans la mer de Chine.